# Herenakkoord (overeenkomst)
Een herenakkoord (Engels: gentlemen's agreement of gentle agreement) is een overeenkomst gesloten tussen twee of meer partijen. Deze kan zowel mondeling als schriftelijk zijn. In beginsel is een herenakkoord niet rechtens afdwingbaar, maar beroept het op de eer van de partijen. Als sanctie op niet nakoming werden maatschappelijk sociale middelen gekozen als naming and shaming, uitstoting of een boycot. Dit kunnen vooral binnen kleine besloten kringen zeer effectieve maatregelen zijn.
Hier tegenover staat een rechtsafdwingbare overeenkomst, die via de rechter kan worden afgedwongen.

## Geschiedenis
De term wordt voor het eerst gebruikt in het Britse Parlement, blijkens het Parlementaire Verslag van 1821.

## Handel en Industrie
In de internationale diamanthandel komen overeenkomsten per handslag tot stand. Als sanctie op het niet nakomen van een afspraak wordt een handelaar buitengesloten.
In het hawalaysteem geldt iets soortgelijks. er is geen geschreven documentatie en het gehele systeem werkt op basis van vertrouwen. Een hawaladar (handelaar) die zich niet aan de afspraken houdt, zal echter door andere hawaladar uitgesloten worden en door klanten gemeden. Dit zal uiteindelijk diens onderneming te gronde richten.
De belangrijkste autobouwers hebben een Gentlemen's Agreement gesloten om de auto's die een topsnelheid van meer dan 250 km/h hadden kunnen hebben te begrenzen op 250 km/h. De bekendste fabrikanten die hieraan deelnemen zijn Audi, BMW en Mercedes-Benz. Het kan wel voorkomen dat een merk één model heeft dat hieraan niet voldoet, maar dat wordt dan als eenmalig gezien, zoals bijvoorbeeld de Mercedes-Benz SLR McLaren en de Audi R8.

## Kartels
In landen waar kartels verboden zijn, zal een kartelovereenkomst nietig zijn als zijnde in strijd met de wet. Deelnemers zullen daarom sneller hun toevlucht nemen tot een herenakkoord.

## Staatsrecht en internationaal publiekrecht
Staatsrecht werkt grotendeels op basis van herenakkoorden en ongeschreven gewoonteregels. Dit geldt ook grotendeels voor internationaal publiekrecht. Weliswaar is het verdragenrecht zowel middels verdragen als in nationaal recht gecodificeerd, maar vanwege de staatssoevereiniteit bestaat er geen juridische afdwingbaarheid jegens een staat. Naleving is ondanks dit codificatieproces afhankelijk van welwillendheid van de staat en gevoeligheid voor de gevolgen van niet-naleving.

## Zwakkere betekenis
De term herenakkoord heeft door de jaren heen aan kracht moeten inboeten, mede omdat in de samenleving minder waarde wordt gehecht aan eer en moreel karakter. Vooral na de Eerste Wereldoorlog wordt het meer gezien als een intentieovereenkomst.

## Voorbeelden
- Het Verenigd Koninkrijk ondertekent een herenakkoord met Italië (onder bewind van Mussolini) in 1937 over maritieme toegang tot het Middellandse Zeegebied.
- Het Verenigd Koninkrijk (Premier Neville Chamberlain) ondertekent het Verdrag van München met Duitsland (Adolf Hitler) in 1938.
- Hitlers Herenakkoord met de Oostenrijkse overheid in 1937 waarin Oostenrijks onafhankelijkheid wordt gegarandeerd.
- Een politiek cordon sanitaire heeft in principe het karakter van een herenakkoord.